# Аркадьєва Ірина Аркадіївна
Ірина Аркадіївна Аркадьєва (рос. Ирина Аркадьевна Аркадьева, в шлюбі Красикова; 25 грудня 1929, Вишній Волочек, Московська область, РРФСР, СРСР — 2 липня 2016, Кострома, Росія) — радянська російська театральна акторка та режисерка. Заслужена артистка Казахської РСР, народна артистка РРФСР (1984).

## Життєпис
Народилася в сім'ї актора. У 1948 р. закінчила театральне училище в Алма-Аті., куди сім'я була евакуйована з блокадного Ленінграда. Десять років працювала в трупі Алма-Атинського російського театру. У 28 років була удостоєна звання заслуженої артистки Казахської РСР.
Пізніше працювала в багатьох містах країни. Після Алма-Ати — Вільнюс, Волгоград, Орел. У 1970-х роках працювала в Тюменському драматичному театрі.
З 1967 по 1970 р. і з 1978 р. працювала в Костромському драматичному театрі..
Кілька разів обиралася депутаткою Костромського міськради. Керувала роботою студентського літературного театру на філологічному факультеті Подільського державного університету. Очолювала обласне відділення Дитячого фонду.
У 1997 р. їй було присвоєно звання почесного громадянина міста Костроми, в 2005 — області.

## Нагороди та премії
- Заслужена артистка Казахської РСР.
- Народна артистка РРФСР (11.05.1984).
- Орден «Знак Пошани».
- Лауреатка Державної премії Литовської РСР за виконання ролі Даші у виставі «Битва в дорозі».
- Лауреатка премії адміністрації Костромської області у сфері театрального мистецтва ім. А. Н. Островського в номінації: «За внесок у розвиток театрального мистецтва» (2008, 2014, 2015).
- Лауреатка Призу глядацьких симпатій" (2004).
- Почесна громадянка Костромської області.

## Ролі в театрі

### Акторка
- «Дядя Ваня» А. П. Чехов — Марія Василівна Войницька
- «Місяць у селі» В. С. Тургенєв — Ганна Семенівна Іслаєва
- «Дуенья» Р. Шерідан — Дуенья
- «Пікова дама» А. С. Пушкін — графиня Томська
- «Одруження» М. Ст. Гоголь — Текля Іванівна
- "Гарольд і Мод — Мод
- «Дерева помирають стоячи» Алехандро Касона — Синьйора Бальбоа
- «Дивна місіс Севідж» Джон Патрік — місіс Етель Севідж
- «Поки вона вмирала» Надія Птушкіна — Софія Іванівна

### Режисерка-постановниця
- «Двоє на гойдалках» У. Гібсона
- «Сміятися, радіти, любити, любити, любити!..» В. І. Савінова, Ф. А. Коні
- «Горі від розуму» А. Грибоєдова

## Фільмографія
1. 2007 — Інше (8-я серія «Парний-непарний») — ворожка
2. 2016 — Мовчазна вода (короткометражний)